# Batalla del cabo San Jorge
La Batalla del Cabo de San Jorge fue un enfrentamiento naval entre Estados Unidos y Japón que tuvo lugar el 25 de noviembre de 1943, durante la campaña del Pacífico de la Segunda Guerra Mundial.  Una fuerza de cinco destructores de la Armada de los Estados Unidos liderada por el Capitán Arleigh Burke atacó a una fuerza japonesa de tamaño similar dirigida por Kiyoto Kagawa. La acción se desarrolló entre Cabo San Jorge, al sur de la Isla Nueva Irlanda, y la Isla de Buka.  Fue el último enfrentamiento entre barcos de superficie en la campaña de las Islas Salomón. En el transcurso de la batalla, tres destructores japoneses fueron hundidos y uno resultó dañado, 647 tripulantes de los buques japoneses resultaron muertos, incluyendo el almirante Kiyoto Kagawa, 278 supervivientes fueron rescatados por el submarino I-177. Las fuerzas estadounidenses no sufrieron pérdidas.

## Desarrollo
Los destructores USS Charles Ausburne (DD-570), USS Claxton (DD-571) y USS Dyson (DD-572) lanzaron sus torpedos sin ser avistados por los japoneses. El fuego artillero del USS Converse (DD-509) y el USS Spence (DD-512) complementaron la acción. El Onami sufrió varios impactos y se hundió inmediatamente. El Makinami se hundió en la posición 05°14′S 153°50′E a 50 km al sureste de Cabo San Jorge. El Yugiri se hundió a las 03:28. El Amagiri pudo escapar sin sufrir ningún daño, mientras que el Uzuki recibió un impacto pero pudo escapar sin daños significativos.